# Haukur Páll Sigurðsson
Haukur Páll Sigurðsson (ur. 5 sierpnia 1987) – islandzki piłkarz, od 2010 roku piłkarz klubu Valur Reykjavík. Występuje na pozycji pomocnika. W reprezentacji Islandii zadebiutował w 2012 roku. Do tej pory rozegrał w niej jeden mecz (stan na 6 czerwca 2013).